# 肯·韦斯顿
肯·韦斯顿（英語：Ken Weston，1947年5月30日—2001年4月13日）英国音频工程师。他赢得了1次奥斯卡最佳音响效果奖，并获得了1次提名。自1974年至2001年间，韦斯顿参与制作了50多部电影。

## 部分影视作品
韦斯顿赢得过1次奥斯卡金像奖，并获得了1次提名。
获奖
- 角斗士 (2000)[1]

提名
- 贝隆夫人 (1996)[2]